# Zona speciale di conservazione
Una zona speciale di conservazione (ZSC), ai sensi della Direttiva Habitat della Commissione europea, è un sito di importanza comunitaria (SIC) in cui sono state applicate le misure di conservazione necessarie al mantenimento o al ripristino degli habitat naturali e delle popolazioni delle specie per cui il sito è stato designato dalla Commissione europea.
Un SIC viene adottato come Zona Speciale di Conservazione dal Ministero dell'Ambiente degli stati membri entro sei anni dalla formulazione dell'elenco dei siti. Tutti i piani o progetti che possano avere incidenze significative sui siti (ossia che non rispettano le "misure di conservazione" dei siti stessi) e che non siano non direttamente connessi e necessari alla loro gestione devono essere assoggettati alla procedura di valutazione di incidenza ambientale.
In Italia al 2022 sono state designate 2297 ZSC appartenenti a diciannove Regioni e alle due Province Autonome.

## Controversie
Secondo la Direttiva Habitat, la designazione delle ZSC doveva avvenire «il più rapidamente possibile» e comunque entro un termine massimo di sei anni dall’adozione delle liste dei SIC, avvenuta nel 2009. A causa dei ritardi nella designazione delle ZSC, nel 2015 l'Unione Europea ha aperto una procedura d'infrazione contro l'Italia. Il Ministero dell'Ambiente ha ripetutamente chiesto alle amministrazioni regionali di approvare gli obiettivi e le misure di conservazione per le ZSC, ma sono ancora sette le Regioni inadempienti. Il 23 marzo 2017 Il Fatto Quotidiano ha denunciato il rilascio da parte della Regione Campania di autorizzazioni per opere che contrasterebbero con la direttiva comunitaria, da realizzare nelle zone speciali di conservazione in attesa della formale designazione.